# Miskolci-Bükkalja
A Miskolci-Bükkalja Magyarország egyik földrajzi kistája, amely a Bükk-vidék keleti, délkeleti, illetve déli lejtőit, valamint azok fokozatosan az Alföld északi peremvidékébe beolvadó hegylábait foglalja magába.

## Leírása
A Bükkalja az Észak-magyarországi-középhegység (nagytáj), Bükk-vidék (középtáj) 
kistájcsoportja, mely három kistájat foglal magába: a Kács-Tibolddaróc vonal mentén az Egri- és Miskolci-Bükkalját, valamint a délnyugati-Bükkbe beöblösödő Tárkányi-medencét.
A Miskolci-Bükkalja a Bükk hegységet délkelet felől övező hegylábfelszín, mely 115 és 422 m közötti tengerszint feletti magasságú, keletnek, délkeletnek lejtő hegységelőtéri dombság.

## Földrajza

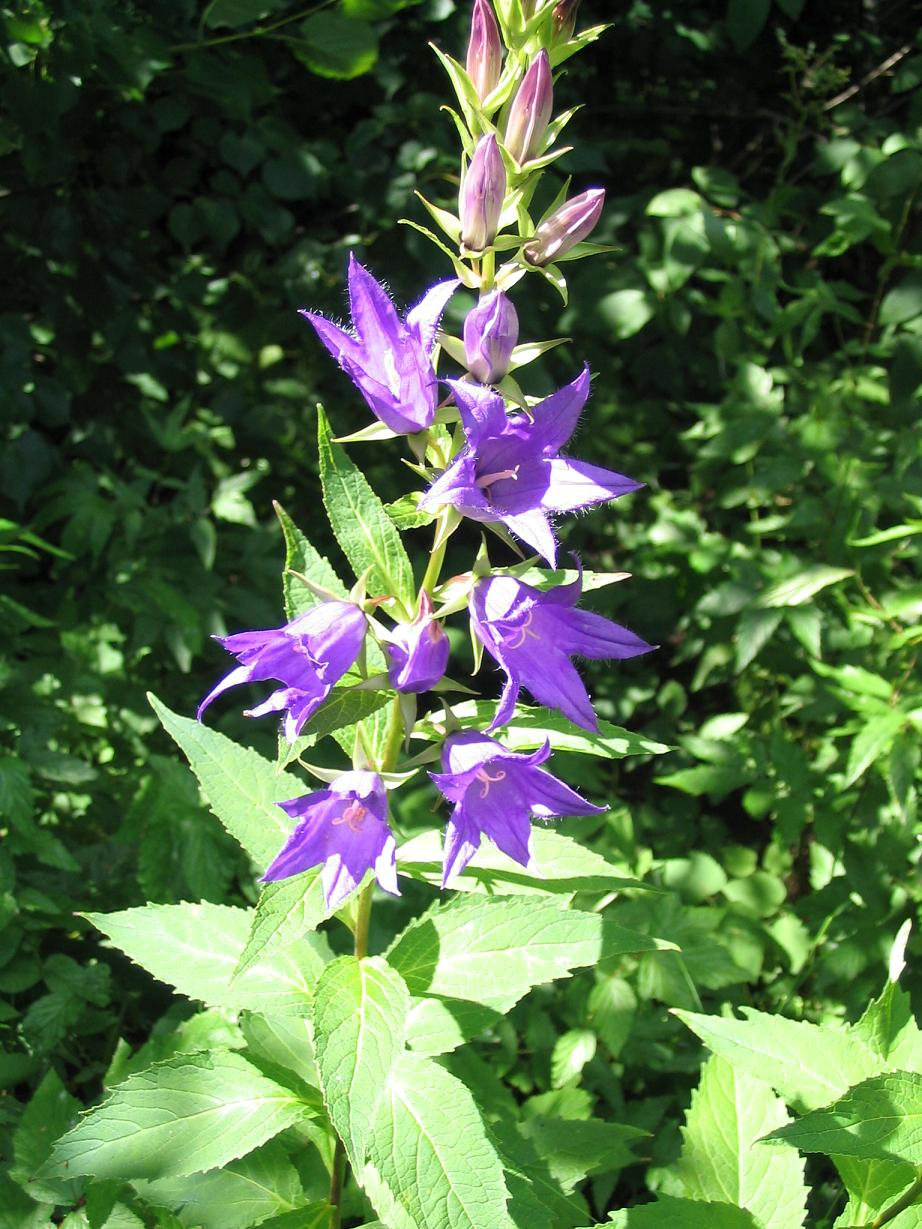
Széleslevelű harangvirág (Campanula latifolia)˙

Területe 249,44 négyzetkilométer. Legmagasabb pontja 366 méter, legalacsonyabb pontja 115 méter magasságú.
Városai: Miskolc.

## Talaja
Részben riolittufa, miocén homok és kavics alkotják, melyekhez az Alföld peremén pleisztocén lejtőanyagok valamint kis vastagságban felhalmozott lösz is társulnak. A talajt fekete, agyagbemosódásos barna erdőtalajok és a barnaföldek mozaikjai képezik, melyekhez erodált területek földes kopárja kapcsolódik, az Alföld felé közeledve csernozjom barna erdőtalajokkal, melyek jó szántóterületek sikeres növénytermesztéssel. Az erodált dombokon főleg szőlők és erdő alkotják a növénytakarót.

## Növényzete

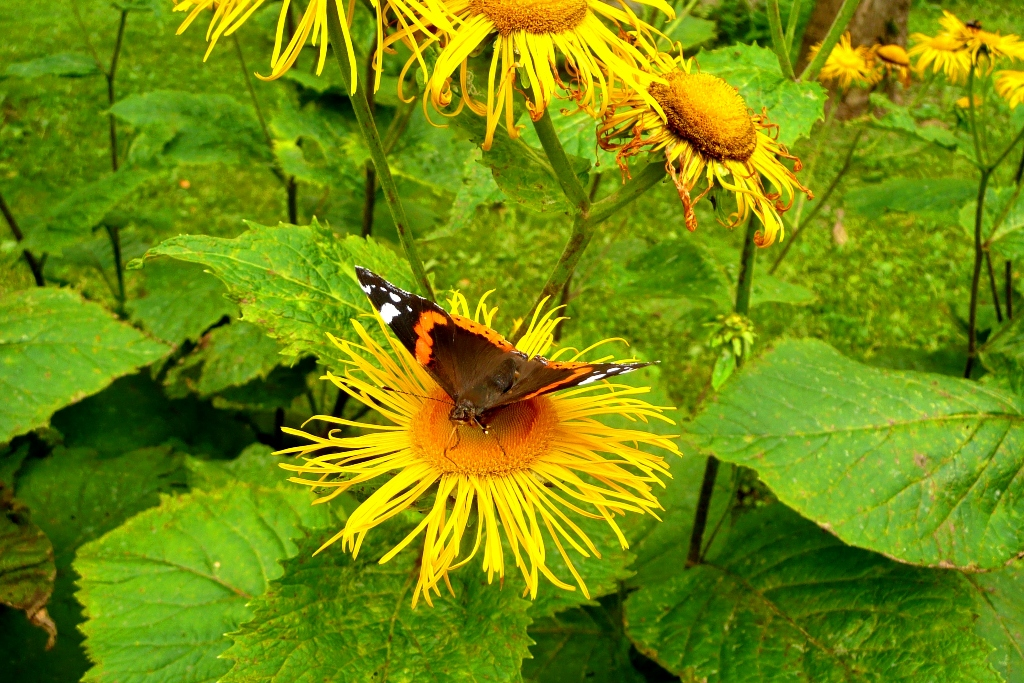
Teleki-virág (Telekia speciosa)

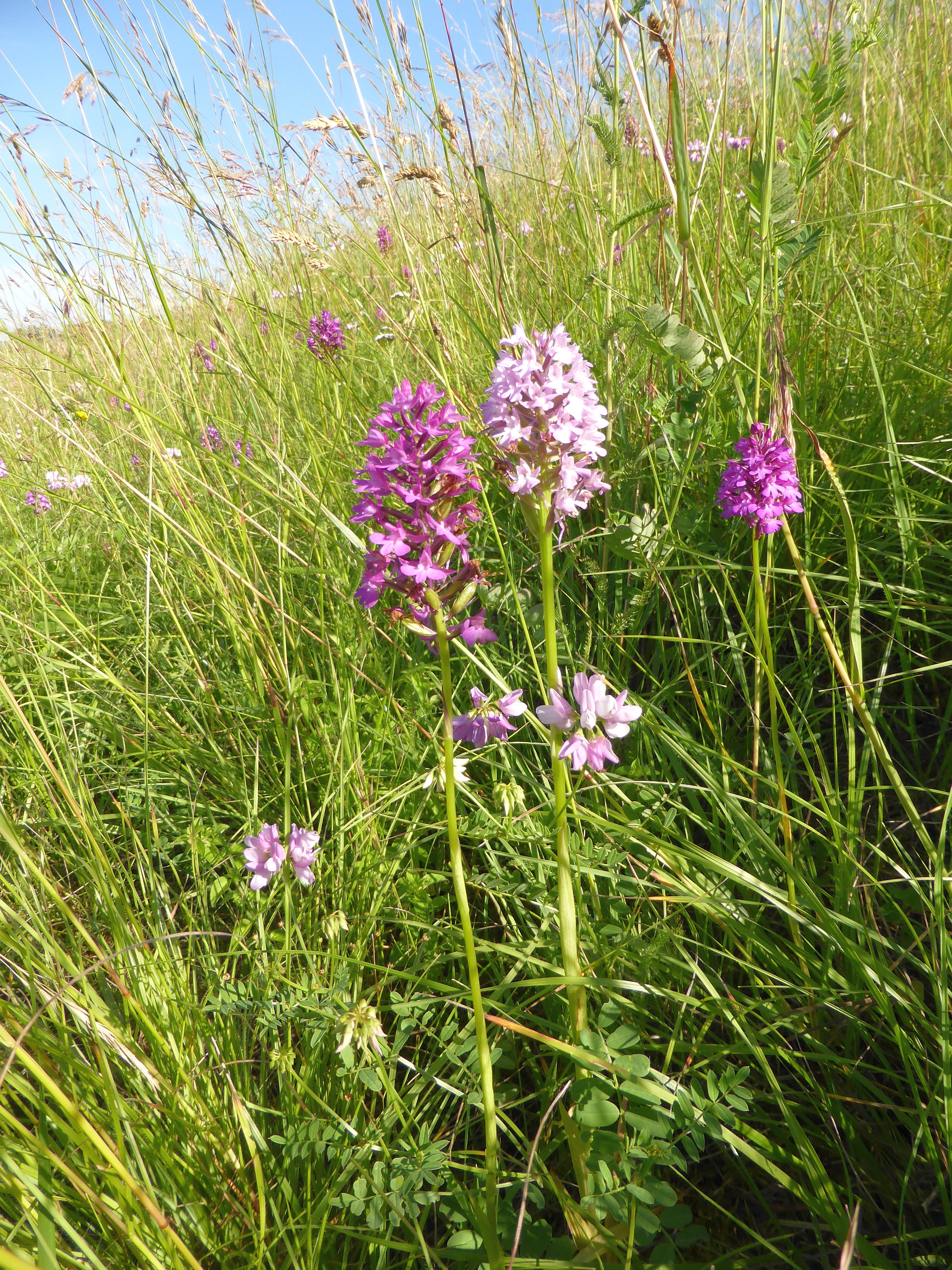
Vitézvirág (Anacamptis pyramidalis)

A terület déli oldalát sztyepprétfoltokkal tarkított tölgyerdők borítják. A ritka növények közül előfordul itt a vitézvirág (Anacamptis pyramidalis), a sápadt kosbor (Orchis pallens) elterjedésének súlypontja is. A Bükk-hegységben csak itt a déli oldalon él a széleslevelű harangvirág (Campanula latifolia), bánsági sás (Carex buekii), a sugaras zsoltina (Serratula radiata) és a Teleki-virág (Telekia speciosa). A hegység peremén sokszor telepített fenyvesekkel és akácosokkal is találkozhatunk.